# 邢红狼
邢红狼（?—?），明朝末年民变首领，号邢闯王。
邢红狼从陕西起兵，然后从陕西到山西，崇祯四年（1631年）邢红狼为王自用联军三十六营之一。邢红狼后来渡过黄河到河南承宣布政使司辖地转战。
崇祯五年（1632年）邢红狼在高平時，被名為猛如虎的塞外降人所擊敗。
后来的事迹不详。